# 0. pr. n. št.
0. pr. n. št. je deseto desetletje v 1. stoletju pr. n. št. med letoma 9 pr. n. št. in 1 pr. n. št.. 
Dogodki in smeri
Pomembne osebnosti
- cesar Avgust, rimski cesar (27 pr. n. št. - 14).
- Jezus Kristus, osrednja osebnost krščanstva (ali 0.).